# Die Peitsche im Genick
Der italienisch-französische Spielfilm Die Peitsche im Genick (Originaltitel: I compagni) entstand 1963 unter der Regie von Mario Monicelli. In der DDR lief er unter dem Titel Die Weber von Turin.

## Handlung
Die Handlung spielt im norditalienischen Turin gegen Ende des 19. Jahrhunderts. Der Tag der Arbeiter einer Weberei ist sehr anstrengend und gefährlich, bei 14 Arbeitsstunden pro Tag und nur einer halbstündigen Mittagspause. Öfter erleiden die übermüdeten Weber an den lärmenden Maschinen Unfälle. Als einer von ihnen einen Arm verliert, sprechen sie beim Direktor vor, ohne etwas zu erreichen. Sie verabreden, die Arbeit am Abend eine Stunde früher als reglementiert niederzulegen.
Nachdem Pautasso die Sirene gezogen hat, fehlt ihnen aber der Mut zu diesem Schritt, weil die Aufseher rasch herbeigekommen sind. Pautasso wird entlassen. In der Stadt erscheint der Professor, ein sozialistischer Aufwiegler, der polizeilich gesucht wird. Er organisiert die Arbeiter und führt sie in einen Streik. Die Fabriksleitung reagiert mit der Heranschaffung Arbeitsloser aus anderen Gegenden Italiens. Die Streikenden liefern sich mit ihnen bei der Ankunft eine Schlägerei, und Pautasso wird von einer Lokomotive überfahren. Nach mehreren Wochen stimmen sie über die Beendigung des Streiks ab, was die Mehrheit befürwortet. Doch der Professor bekehrt sie in einer flammenden Rede und überzeugt sie, die Fabrik zu besetzen. Dort sind schon Ordnungstruppen aufgezogen, die sie mit wenigen Schüssen vertreiben. Ein junger Arbeiter bleibt tot liegen.

## Zum Werk
Die Bilder tragen die Optik von Daguerreotypien und zeitgenössischer Fotografien wie jener von Jacob August Riis. Die Peitsche im Genick ist ein Sozialdrama mit komischen Einlagen; es verbindet seinen Humor mit Verzweiflung und einem grimmigen Blick auf Arbeitskämpfe. Regisseur Monicelli war Mitglied der Sozialistischen Partei Italiens. Den Professor bezeichnete er als ein Gegenstück zum Sheriff im Western, weil er ankommt und eine Ungerechtigkeit angeht. Verliehen wurde der Film wurde von der Paramount Italia.

## Sonstiges
Für Kostüme und Ausstattung war Piero Tosi zuständig, dabei assistierte ihm Vera Marzot.

## Zeitgenössische Kritik
Der Spiegel fand in einer Kurzkritik, Monicelli habe „seinen historisch verstaubten Stoff auch noch in einem altmodischen Stil und in düster-realistischen Dekors inszeniert, außerdem fatale Rührepisoden eingeschoben“. Eindrücklich sei lediglich der „famose“ Mastroianni. Der katholische film-dienst verstand das im Film dargestellte Turin als Illustration jener Gedanken, den Papst Leo XIII. in seiner Sozialenzyklika Rerum Novarum angesprochen hatte. Unter Anklage stehe ein almosengebender, unnachsichtigen Paternalismus: „Es ist das Dokument einer Zeit, die ihre Zeit nicht versteht.“ Die Figuren seien nur Typen; ein Epos aus einem Guss sei dem Regisseur nicht gelungen. „Dennoch: das Bild der Fabrik und der Arbeiterwelt ist mit einer Sorgfalt gestaltet, die erstaunt und ergreift.“ Auch wenn manche ihn für einen sozialistischen Film halten könnten, sei es keiner, in dem es „um einen Sozialismus des Klassenkampfes geht. Der Film ist kein Werk des Hasses, sondern der Menschlichkeit. Nicht umsonst wird im Film kaum etwas gegen Kirche und Religion gesagt.“ Soziale Reformen könnten nur durch Menschen bewirkt werden, die „nicht bloß das Arbeitsjoch getragen, sondern auch noch das Kreuz.“
Uwe Nettelbeck von der linken Filmkritik fand angesichts der früheren naiven, grob gestrickten Arbeiten Monicellis I compagni eine „angenehme Überraschung“. Der Appell an proletarische Solidarität erscheine seit dem bescheidenen Wohlstand der niedrigeren sozialen Schichten und der „Wandlung des proletarischen Bewusstseins in ein kleinbürgerliches“ als überholt. „Monicelli wollte es sich offensichtlich einfach machen und spann eine rückwärts gewandte Utopie.“ Einzig Mastroianni gebe dem Werk eine „feinere Dimension“, weil an ihm das Verhältnis eines Intellektuellen mit bürgerlichen Wurzeln zum Proletariat, nach wie vor aktuell, nuanciert und witzig behandelt werde. „Melancholische, vergebliche Gebärden eines besessenen Sonderlings, sein mühsames Festhalten an der Utopie gegen jeden Augenschein, die zwangsläufige Kauzigkeit solcher Position und ihre Gefährdung (...) Einsicht und Hilflosigkeit, Ergebnis jener Distanz zwischen dem Proletariat und der sozialistischen Intelligenz, die nicht überwindbar scheint. Und dabei werden die stilistischen und thematischen Anachronismen plötzlich legitim und erreichen den Rang der bedachten Verfremdung.“

## Auszeichnungen
Folco Lulli gewann 1964 den Nastro d’Argento (Silbernes Band) als Bester Nebendarsteller. Agenore Incrocci, Furio Scarpelli und Mario Monicelli erhielten 1965 eine Nominierung für den Oscar in der Kategorie Bestes Originaldrehbuch.